# 斎藤弘美
斎藤 弘美（さいとう ひろみ、1956年 - ）は、東京都出身の元アナウンサー。

## 来歴・人物
武蔵大学卒業後、FM東京に入社。アナウンサーとして音楽番組や情報番組などを担当。4年間の会社員生活を経て明治大学大学院進学のため退職。以後民俗学や歴史学の研究をしながらフリーのアナウンサー、ディレクターとして活動。

## 著書
- 『放送ウーマンの70年』（共著・講談社）
- 『アナウンサー』（「仕事発見シリーズ」実業之日本社）
- 『村落生活の史的研究』『村落景観の史的研究』（共著・八木書店）

民俗学・近世史などの自治体史・辞典類、多数執筆